# Solok
Solok là một thành phố (kota) thuộc tỉnh Tây Sumatra, Indonesia. Thành phố này có diện tích km2, dân số theo điều tra năm 2000 là 52.100 người.
Solok có vị trí rất chiến lược vì nó nằm ở ngã tư giữa các tỉnh và giữa các huyện. Từ những làn đường giao thông Nam hướng từ Lampung, Nam Sumatra và tỉnh Jambi, thành phố này là điểm giao cắt đối với Padang, thủ phủ của tỉnh Tây Sumatra, cự ly khoảng 64 km. Về phía Bắc là các thành phố Bukittinggi với một khoảng cách khoảng 71 km để đến các khu vực miền Bắc Sumatra.